# Automeris pictus
Automeris pictus är en fjärilsart som beskrevs av Conte 1906. Automeris pictus ingår i släktet Automeris och familjen påfågelsspinnare. Inga underarter finns listade i Catalogue of Life.